# Gervais Rufyikiri
Gervais Rufyikiri est un homme politique hutu burundais. Rufyikiri est né le 12 avril 1965 à Bugendana dans la province de Gitega. Rufyikiri est membre du Conseil national pour la défense de la démocratie-Forces pour la défense de la démocratie (CNDD-FDD).

## Biographie
Rufyikiri est président du Sénat du Burundi du 17 août 2005 jusqu'à août 2010. Le 28 août 2010, il est élu au poste de deuxième vice-président de la République.
Rufyikiri est détenteur d'un doctorat en Sciences d'ingénierie biologique, agronomique et environnementale de l'université catholique de Louvain (Belgique) depuis 2000.
En mars 2015, il exprime son opposition à un troisième mandat du président Pierre Nkurunziza. Le 25 juin 2015, Rufyikiri quitte le pays et s'exile en Belgique, déclarant que la candidature de Nkurunziza est illégale. Rufyikiri dit quitter le pays à la fois parce qu'il ne peut soutenir le président et parce qu'il a reçu des menaces conséquences à la suite de sa critique de la candidature de Nkurunziza. Le président de l'Assemblée nationale Pie Ntavyohanyuma (en) quitte aussi le pays,.
En 2024, Gervais Rufyikiri retourne au Burundi après 9 ans passé en exil en Belgique et rencontre le président Évariste Ndayishimiye.